# Regina reginella
Regina reginella è un classico gioco d'infanzia ricreativo di gruppo, più che altro praticato spontaneamente dai bambini e di rado proposto dagli educatori, a causa della prevalenza della componente di arbitrarietà, rispetto alla certezza di regole che caratterizza altri giochi, una caratteristica in genere considerata come molto valore educativo. 

## Il gioco
Uno dei bambini svolge il ruolo della regina (o del re) tutti gli altri degli ambasciatori. Regina e ambasciatori si pongono ai due estremi del campo da gioco. Ciascun ambasciatore, a turno, recita la seguente filastrocca:
per arrivare al tuo castello così grande così bello?»
La regina risponde assegnando al giocatore un certo numero di passi, associato ad un animale. Ad esempio: 5 passi da leone, 4 passi da canguro, e così via. Il giocatore deve eseguire il numero di passi assegnato, imitando il relativo animale.
Vince chi raggiunge per primo la regina, diventando regina a sua volta.
In pratica la regina ha in mano esito e durata del gioco, perché può liberamente assegnare ai compagni i passi più sfavorevoli - come quelli da formica o, addirittura da gambero, che vanno eseguiti all'indietro - oppure quelli che consentono loro di raggiungerla mettendo fine alla gara.
Il divertimento sta proprio nel ruolo sproporzionato assegnato alla regina, ma anche nella possibilità di impegnarsi per interpretare nel modo più efficace i passi assegnati, anche quando sfavorevoli, per avanzare il più possibile.

## Versione musicale
Regina Reginella ha una sua versione musicale realizzata da Lorenzo Tozzi e inserita a corredo dell'omonimo libro, scritto dallo stesso Tozzi e illustrato da Giuliano Ferri per Gallucci Editore.